# François Schuiten
François Schuiten (Bruxelas, 26 de abril de 1956) é um ilustrador e autor de banda desenhada belga, conhecido mundialmente pela série Les Cités obscures (1983-), criada em parceria com o argumentista e escritor Benoît Peeters.